# Anoplolepis macrophthalma
Anoplolepis macrophthalma é uma espécie de formiga do gênero Anoplolepis, pertencente à subfamília Formicinae.